# Момбин жёлтый
Момби́н жёлтый, яма́йская сли́ва (лат. Spondias mombin) — плодовое дерево семейства Сумаховые.

## История

### Применение у ацтеков
В своём фундаментальном произведении «Общая история дел Новой Испании» (1547—1577) Бернардино де Саагун, опираясь на сведения ацтеков о свойствах растений, привел различные сведения, предположительно, о момбине жёлтом, в частности о том, что:

Деревья, на которых растут сливы, называются макашокотль. Они растут в жарких краях. Плоды этих деревьев: то красные, то желтые, то толстые, то мелкие. Атойашокотль — это крупные, сладкие, вкусные сливы, и для еды хороши, как сырые, так и вареные. Из них делается пульке для питья, и оно опьяняет сильнее, чем мед. У всех слив внутри крупные косточки.

## Ботаническое описание
Жёлтый момбин — листопадное раскидистое дерево высотой до 40—45 метров. Листья сложные, непарноперистые, длиной до 50 см, состоят из 5—19 яйцевидно-ланцетных листочков длиной 5—15 см на коротких черешках. Цветки мелкие, беловатые, собраны в метёлки длиной до 35 см. Плоды — овальные или яйцевидные костянки, 3,2—4 см длиной и 2,5 см шириной, с золотисто-жёлтой тонкой жёсткой кожицей и очень сочной, кислой, слегка мускусной и имеющей лёгкий скипидарный привкус мякотью. Косточки кремового цвета, около 2 см длиной, яйцевидные с продольными морщинками.

## Распространение
Родина жёлтого момбина — тропические леса низменностей Центральной и Южной Америки (от Южной Мексики до Перу и Бразилии) и острова Карибского моря. В настоящее он широко культивируется в странах тропической Африки. В меньших масштабах выращивается также в Индии, Индонезии, Малайзии и на Бермудских островах.

## Использование
Плоды употребляют в пищу в сыром виде, консервируют с сахаром, а также изготовляют из сока прохладительные напитки. В Мексике из незрелых плодов приготовляют консервы с солью и чили.